# Domenico Ghirlandaio
Domenico Ghirlandaio (tiếng Ý: [doˈmeːniko ɡirlanˈdaːjo]; là một họa sĩ người Ý thời Phục hưng từ Florence. Ghirlandaio thuộc nhóm gọi là "thế hệ thứ ba" của thời kỳ Phục hưng Florence, cùng với Verrocchio, anh em Pollaiolo và Sandro Botticelli. Ghirlandaio là lãnh đạo của một xưởng sáng tác lớn và hiệu quả trong đó bao gồm các anh em của ông Davide Ghirlandaio và Benedetto Ghirlandaio, anh em rể Sebastiano Mainardi của mình từ San Gimignano và sau đó con trai của ông Ridolfo Ghirlandaio. Trong số những người học nghề đó đi qua xưởng của ông, nổi tiếng nhất là Michelangelo. Tài năng đặc biệt của Ghirlandaio ở chỗ ông có khả năng miêu tả cuộc sống hiện đại và chân dung của những người đương thời trong bối cảnh của câu chuyện tôn giáo. Điều này mang lại cho anh sự nổi tiếng và nhận được nhiều đặt hàng sáng tác lớn.